# 이가라시 코지
이가라시 코지(일본어: 五十嵐孝司 이가라시 고지[*])는 일본의 비디오 게임 개발자이다. 이명으로 IGA라는 이름도 사용한다. 1990년에 코나미에 입사하면서 경력을 시작했으며, 이후 10년 동안 여러 작품에 참여하다가 《캐슬바니아: 밤의 교향곡》에 작가, 프로그래머 및 부기획자로서 참여하면서 이름을 알리기 시작했다. 그 후 캐슬바니아 시리즈의 프로듀서가 되어 2001년의 《캐슬바니아 연대기》부터 2011년의 《캐슬바니아: 하모니 오브 디스페어》까지 활동했다. 코나미의 《나노 브레이커》나 《두근두근 메모리얼》같은 작품에도 참가했다. 2014년에 코나미를 퇴사하고 공동창립한 아트하모니에서 경영하고 있다.

## 작품
| 발매연도 | 제목                                      | 배급사     | 역할                                |
| -------- | ----------------------------------------- | ---------- | ----------------------------------- |
| 1992     | 《나왔다!! 트윈비》                       | 코나미     | 프로그래머                          |
| 1992     | 《그라디우스 II》                         | 코나미     | 프로그래머                          |
| 1993     | 《캐슬바니아: 피의 론도》                 | 코나미     | 특별 감사                           |
| 1994     | 《두근두근 메모리얼》                     | 코나미     | 시나리오 작가, 프로그래머           |
| 1997     | 《캐슬바니아: 밤의 교향곡》               | 코나미     | 부기획자, 프로그래머, 시나리오 작가 |
| 2000     | 《엘더 게이트》                           | 코나미     | 기획자, 시스템 프로그래머           |
| 2001     | 《캐슬바니아 연대기》                     | 코나미     | 프로듀서                            |
| 2001     | 《캐슬바니아: 서클 오브 더 문》           | 코나미     | 홍보                                |
| 2002     | 《캐슬바니아: 불화의 하모니》             | 코나미     | 프로듀서, 시나리오 작가             |
| 2003     | 《캐슬바니아: 비애의 아리아》             | 코나미     | 프로듀서, 시나리오 작가             |
| 2003     | 《캐슬바니아》                            | 코나미     | 프로듀서, 시나리오 작가             |
| 2004     | 《나노 브레이커》                         | 코나미     | 프로듀서                            |
| 2005     | 《캐슬바니아: 비애의 새벽》               | 코나미     | 프로듀서, 시나리오 작가             |
| 2005     | 《캐슬바니아: 어둠의 저주》               | 코나미     | 프로듀서, 시나리오 작가             |
| 2006     | 《캐슬바니아: 폐허의 초상화》             | 코나미     | 프로듀서, 시나리오 작가             |
| 2007     | 《캐슬바니아: 오더 오브 섀도스》          | 코나미     | 특별 감사                           |
| 2007     | 《캐슬바니아: 더 드라큘라 X 크로니클즈》  | 코나미     | 프로듀서, 시나리오 작가             |
| 2008     | 《캐슬바니아: 오더 오브 에클레시아》      | 코나미     | 프로듀서                            |
| 2008     | 《캐슬바니아 저지먼트》                   | 코나미     | 프로듀서                            |
| 2008     | 《스크리블너츠》                          | 코나미     | 일본어 현지화                       |
| 2009     | 《캐슬바니아: 디 어드벤처 리버스》        | 코나미     | 프로듀서                            |
| 2009     | 《캐슬바니아: 디 아케이드》               | 코나미     | 특별 감사                           |
| 2010     | 《캐슬바니아: 하모니 오브 디스페어》      | 코나미     | 프로듀서                            |
| 2011     | 《오토메디우스 엑설런트》                 | 코나미     | 프로듀서                            |
| 2011     | 《리드미스》                              | 코나미     | 프로듀서                            |
| 2018     | 《블러드스테인드: 리추얼 오브 더 나이트》 | 505 게임스 | 프로듀서, 시나리오 작가             |